# فیش هیون (آیداهو)
فیش هیون (به انگلیسی: Fish Haven) یک منطقهٔ مسکونی در ایالات متحده آمریکا است که در شهرستان آبشار لیک، آیداهو واقع شده‌است. فیش هیون ۱٬۸۰۵٫۶۶ متر بالاتر از سطح دریا واقع شده‌است.